# Hallasjö
Hallasjö är en sjö i Herrljunga kommun i Västergötland och ingår i Göta älvs huvudavrinningsområde. Den 10 kilometer långa vandringsleden Fjällastigen passerar sjön.

## Galleri

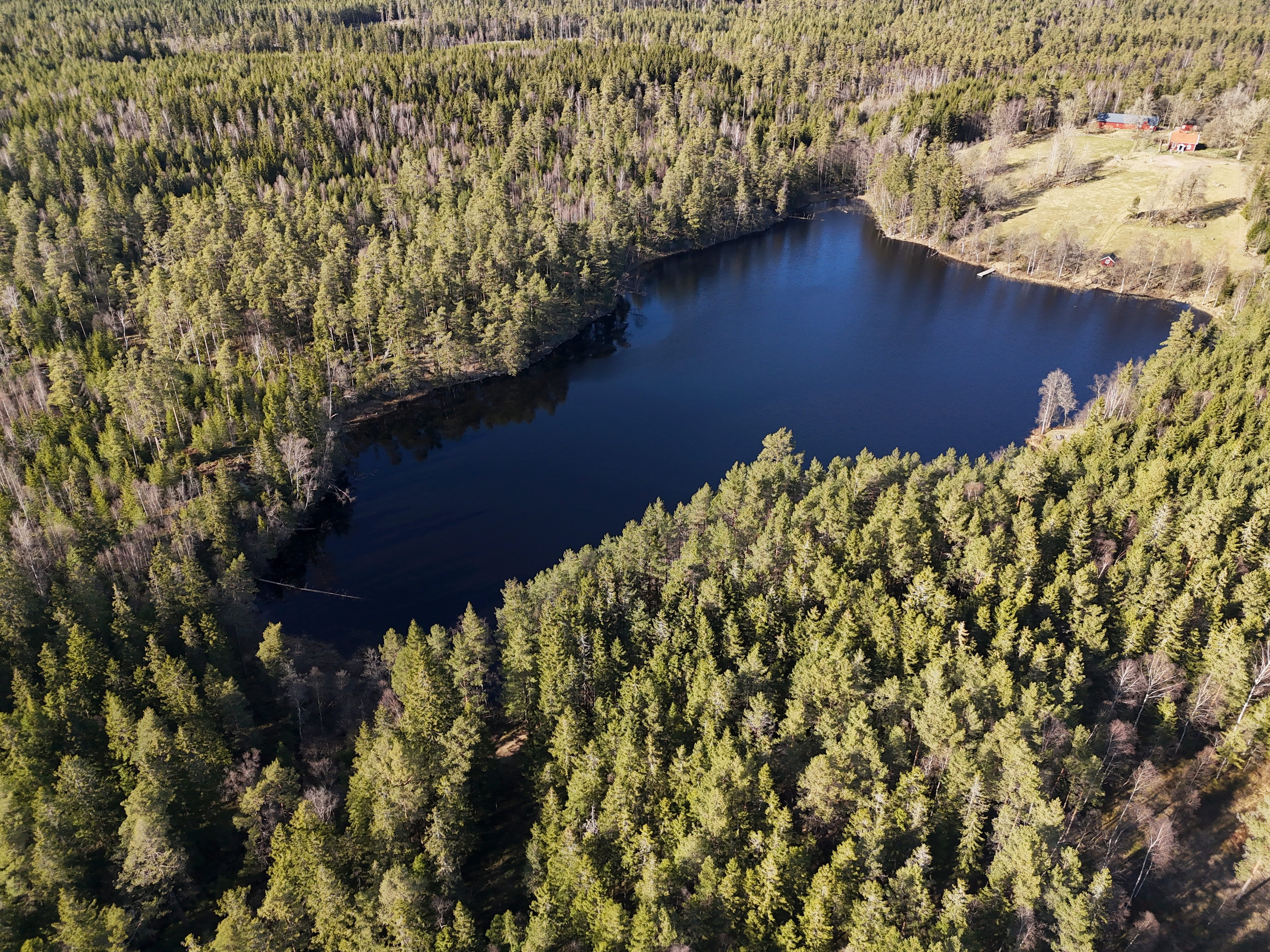
Längs bort i bild syns gården Sjöbo.
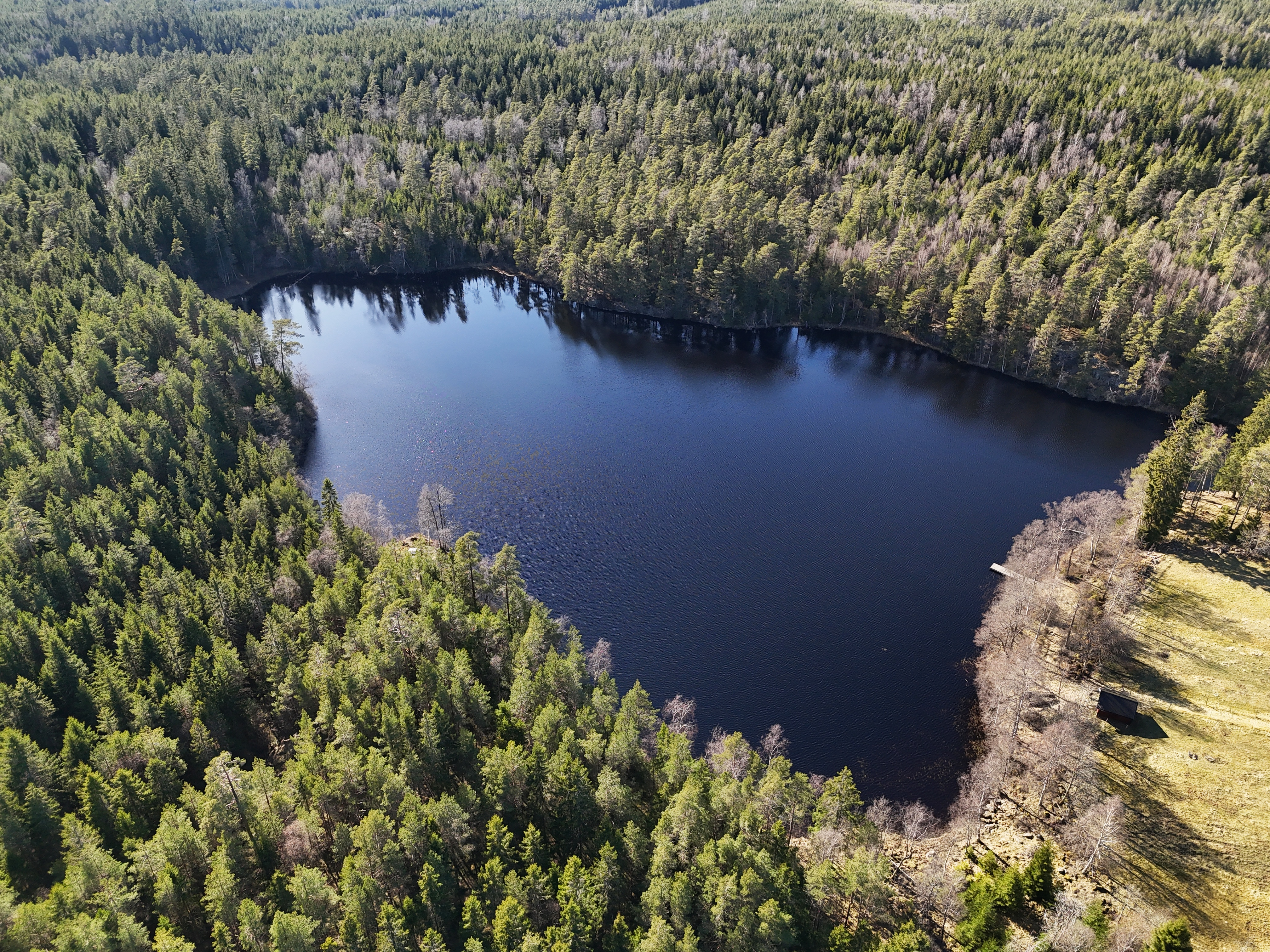
Hallasjön från nordöst.
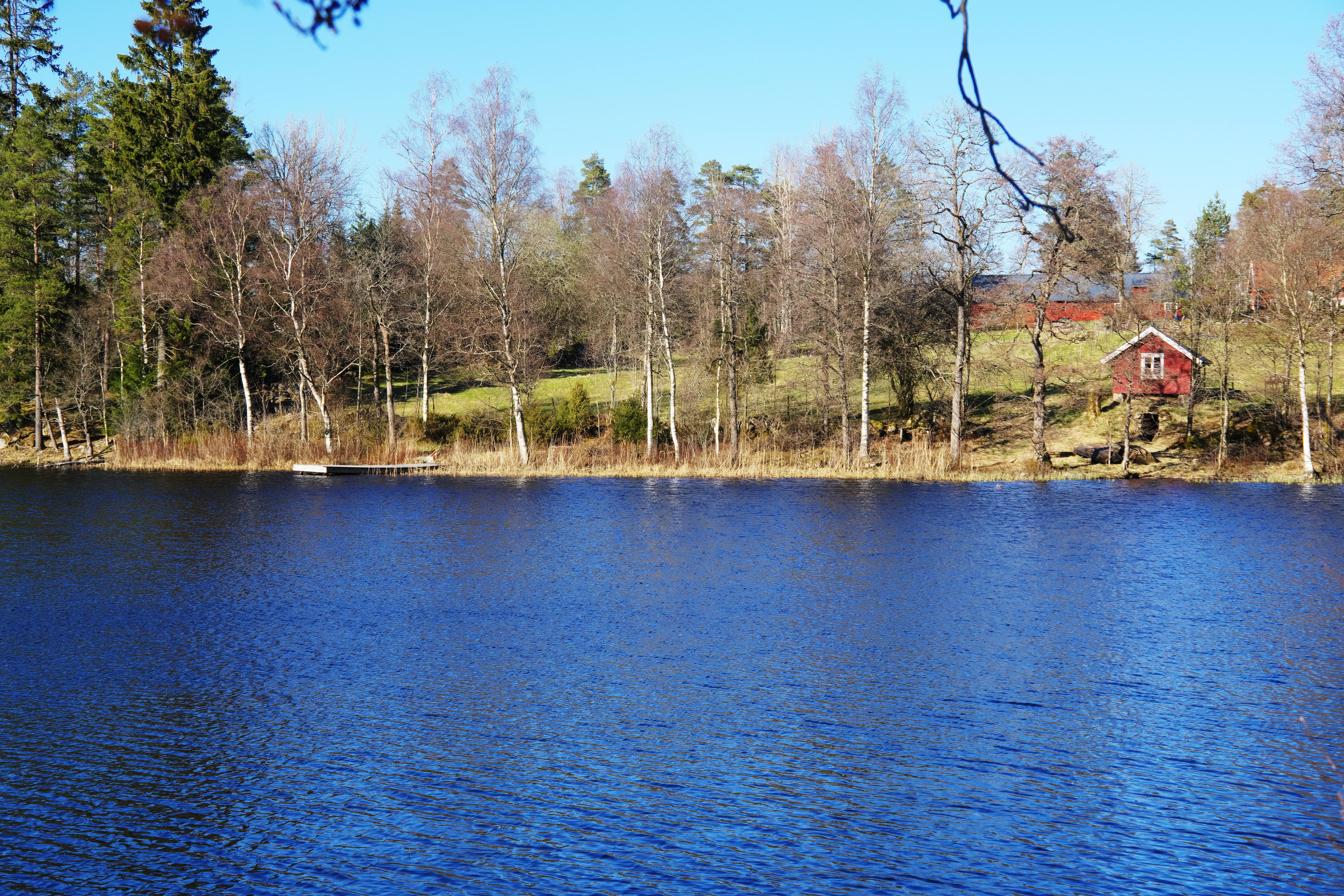
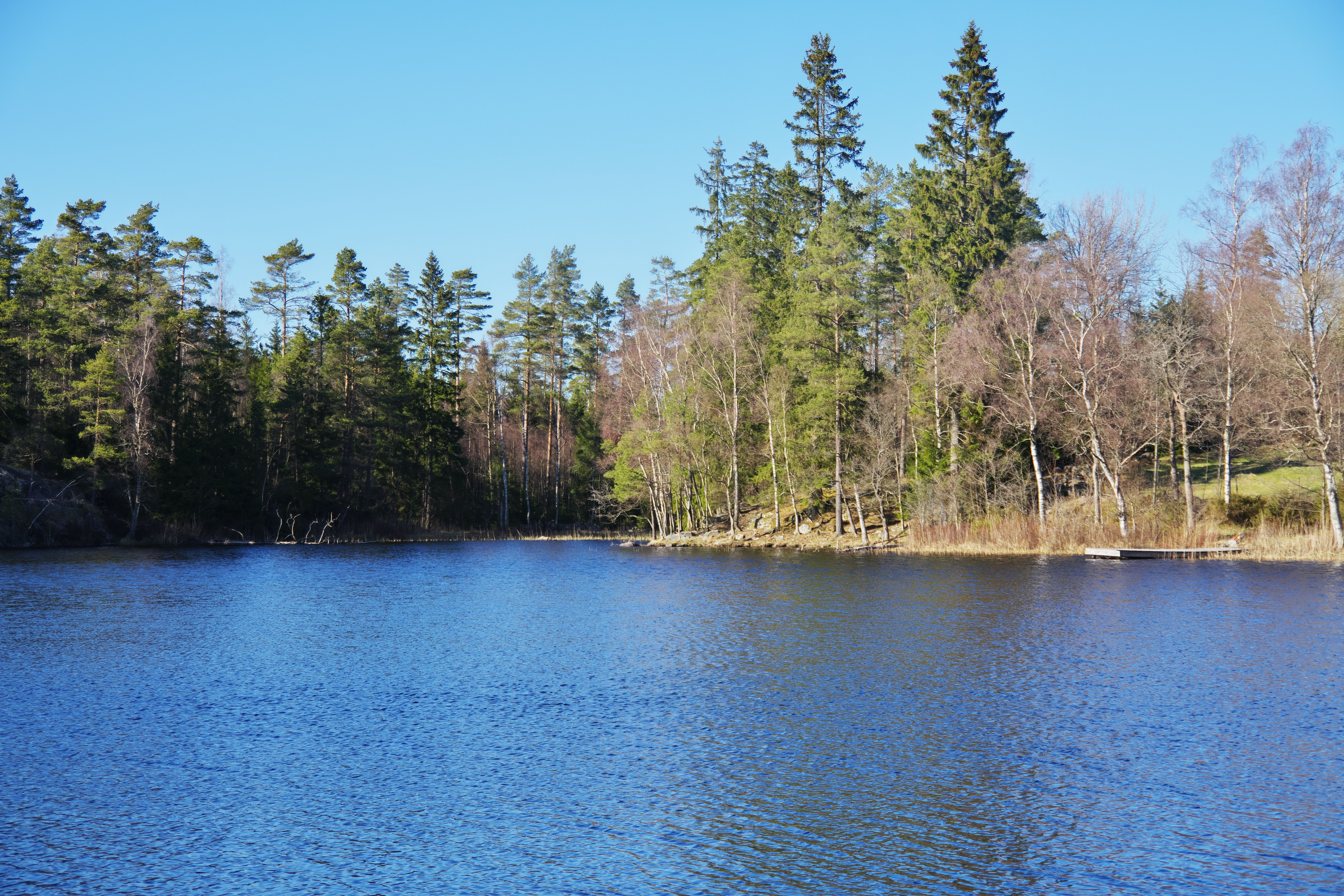